# 장군대산
장군대산(將軍大山)은 경상남도 진주시 문산읍에 위치한 산이다. 월아산의 남쪽 봉우리이다.

## 방송 송신 시설
| 디지털TV  |                       |           |                    |       |                                                  |
| 가상채널  | 방송국명              | 호출부호  | 물리채널           | 출력  | 가시청권                                         |
| 7-1       | KBS 진주 2TV          | HLKD-DTV  | 43                 | 2.5㎾ | 진주, 사천 일부, 산청 일부, 하동 일부, 남해 일부 |
| 9-1       | KBS 진주 1TV          | HLCJ-DTV  | 41                 | 2.5㎾ | 진주, 사천 일부, 산청 일부, 하동 일부, 남해 일부 |
| 10-1      | EBS 1TV               | HLQL-DTV  | 51                 | 2.5㎾ | 진주, 사천 일부, 산청 일부, 하동 일부, 남해 일부 |
| 10-2      | EBS 2TV               |           | 51                 | 2.5㎾ | 진주, 사천 일부, 산청 일부, 하동 일부, 남해 일부 |
| 11-1      | MBC경남 진주 디지털TV | HLAK-DTV  | 40                 | 2.5㎾ | 진주, 사천 일부, 산청 일부, 하동 일부, 남해 일부 |
| FM라디오  |                       |           |                    |       |                                                  |
| 주파수    | 방송국명              | 호출부호  |                    | 출력  | 가시청권                                         |
| 88.1MHz   | BBS 부산불교방송      | HLDA-FM   |                    | 500W  | 진주, 사천 일부, 산청 일부, 하동 일부, 남해 일부 |
| 92.5MHz   | febc창원극동방송      | HLDD-FM   |                    | 500W  | 진주, 사천 일부, 산청 일부, 하동 일부, 남해 일부 |
| 98.7MHz   | KNN 러브FM            | HLDG-2FM  |                    | 1㎾   | 진주, 사천 일부, 산청 일부, 하동 일부, 남해 일부 |
| 100.1MHz  | TBN 경남교통방송      | HLEE-FM   |                    | 1㎾   | 진주, 사천 일부, 산청 일부, 하동 일부, 남해 일부 |
| 105.5MHz  | KNN 파워FM            | HLDG-FM   |                    | 1㎾   | 진주, 사천 일부, 산청 일부, 하동 일부, 남해 일부 |
| 지상파DMB |                       |           |                    |       |                                                  |
| 앙상블명  | 방송국명              | 호출부호  | 채널(주파수)       | 출력  | 가시청권                                         |
| Busan MBC | myMBC TV              | HLKU-TDMB | CH 9-A (205.280㎒) | 2㎾   | 진주, 사천 일부, 산청 일부, 하동 일부, 남해 일부 |
| U-KBS     | KBS STAR              | HLKA-TDMB | CH 9-B (207.008㎒) | 2㎾   | 진주, 사천 일부, 산청 일부, 하동 일부, 남해 일부 |
| U-KBS     | HD KBS STAR           | HLKA-TDMB | CH 9-B (207.008㎒) | 2㎾   | 진주, 사천 일부, 산청 일부, 하동 일부, 남해 일부 |
| U-KBS     | KBS HEART             | HLKA-TDMB | CH 9-B (207.008㎒) | 2㎾   | 진주, 사천 일부, 산청 일부, 하동 일부, 남해 일부 |
| U-KBS     | KBS MUSIC             | HLKA-TDMB | CH 9-B (207.008㎒) | 2㎾   | 진주, 사천 일부, 산청 일부, 하동 일부, 남해 일부 |
| KNN DMB   | KNNu                  | HLDG-TDMB | CH 9-C (208.736㎒) | 2㎾   | 진주, 사천 일부, 산청 일부, 하동 일부, 남해 일부 |
| KNN DMB   | ubc u                 | HLDG-TDMB | CH 9-C (208.736㎒) | 2㎾   | 진주, 사천 일부, 산청 일부, 하동 일부, 남해 일부 |